# Adoretus nossibeicus
Adoretus nossibeicus är en skalbaggsart som beskrevs av Ohaus 1912. Adoretus nossibeicus ingår i släktet Adoretus och familjen Rutelidae. Inga underarter finns listade i Catalogue of Life.